# 회니르

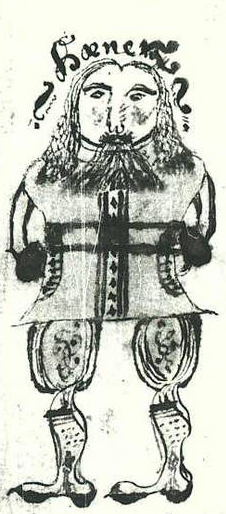
17세기 아이슬란드어 필사본의 회니르.

회니르(고대 노르드어: ᚼᚢᚾᛁᛦ/ᚽᚢᚿᛁᛧ; Hǿnir)는 노르드 신화의 에시르 중 하나이다. 오딘이 인간을 창조하는 것을 도왔다고 한다.
《윙글링가 사가》에 따르면 회니르는 아스-반 전쟁 이후 미미르와 함께 바니르에게 인질로 갔다. 여기서 회니르는 다소 아둔한 신으로 묘사되어, 모든 결정을 할 때마다 미미르에게 물어보고 미미르가 없으면 우물쭈물 대답을 회피한다.
《고 에다》 중 〈무녀의 예언〉에 보면 최초의 인간인 아스크와 엠블라가 창조된 이야기가 있는데, 이 작업을 한 것이 오딘이고 회니르와 로두르가 거들었다고 한다. 《신 에다》에 따르면 회니르는 인간에게 이성을 주었다고 한다. 그런데 〈길피의 속임수〉에서는 회니르와 로두르 대신 빌리와 베이가 등장한다. 스노리는 물론 〈무녀의 예언〉의 존재를 알고 있었기에 그는 회니르를 빌리의 다른 이름으로 판단했을 수도 있다. 또한 〈무녀의 예언〉에 따르면 회니르는 라그나로크에서 살아남는 극소수의 신들 중 하나이다.
회니르는 〈기나긴 가을〉과 〈레긴이 말하기를〉에도 단역으로 등장한다. 칼리스토에 있는 충돌구 중에 회니르의 이름이 붙은 것이 있다.